# Virtuální sídlo
Virtuální sídlo nebo virtuální kancelář je služba určená podnikatelům. Poskytovatel virtuálního sídla pronajímá zákazníkovi – právnické osobě – adresu za účelem jejího zápisu do obchodního rejstříku, jakožto zákazníkova sídla. (V případě podnikající fyzické osoby se jedná o adresu místa podnikání zapsanou v živnostenském rejstříku.) Nerozumí se jím fyzické využívání prostor a ve valné většině případů se jedná o společný nájem/podnájem s dalšími nájemci/podnájemci. První virtuální kancelář založil v roce 1995 v Coloradu Ralph Gregory pod názvem Intelligent Office.
Hlavní podstatou služby je poskytnutí souhlasu s umístěním sídla (pro právnické osoby) nebo souhlasu s místem podnikání (u podnikajících fyzických osob), bez něhož soud sídlo/místo podnikání do rejstříku nezapíše, a následné přeposílání korespondence, která klientovi na adresu sídla dorazí. Sdílením prostor získají společnosti také výrazně nižší cenu nájmu.

## Funkce virtuální kanceláře
- Přeposílání korespondence a zásilek (úschova, přeposílání, oskenování dokumentů)
- Pronájem zasedací místnosti
- Přesměrování/vyřizování telefonických hovorů
- Virtuální osobní asistentka
- Možnost získání prestižní adresy
- Ochrana soukromí

Některé společnosti nabízí i služby založení nové společnosti nebo asistence při převodu firmy.

## Virtuální sídla a zákony ČR
V roce 2009 došlo k důležité novelizaci občanského zákoníku, kdy byl zrušen tehdejší § 19 c) odst. 2, podle kterého byly do té doby právnické osoby povinny určit své sídlo adresou, kde právnická osoba sídlí skutečně, tedy místem, kde je umístěna její správa a kde se veřejnost může s právnickou osobou stýkat. Od 20. 7. 2009 již tato právní povinnost neexistuje, čímž zákonodárce posvětil legálnost virtuálních sídel. Nové znění zákona zohledňuje také koncepci sídla podle judikatury Evropského soudního dvora.

## Povinnosti uložené zákonem týkající se sídla společností
- Dle § 31 odst. 2 živnostenského zákona je podnikatel povinen viditelně označit obchodní firmou, popřípadě názvem, nebo jménem a příjmením a identifikačním číslem objekt, v němž má místo podnikání či sídlo.
- Podnikatel je podle § 31 odst. 2 živnostenského zákona povinen na žádost živnostenského úřadu prokázat vlastnické nebo užívací či jiné obdobné právo k objektu nebo prostorám, v nichž má na území České republiky místo podnikání či sídlo.
- Podnikatel je povinen zajistit v sídle společnosti přebírání písemností zasílaných na adresu společnosti.
- Změnu sídla společnosti je právnická osoba povinna do osmi dnů oznámit také na institucích jako je finanční úřad, zdravotní pojišťovny a správě sociálního pojištění a to do 8 dní od uskutečnění změny.

## Důvody pro zřízení virtuálního sídla
Podnikatelé si virtuální sídla zřizují nejčastěji z důvodů úspor, protože virtuální sídlo vyjde levněji než fyzická kancelář a to především u profesí, pro jejichž výkon není skutečná kancelář nutná (finanční a daňoví poradci, vývojáři IT, stavební firmy apod.). Služeb virtuálních sídel využívají i ti, jimž z nějakého důvodu nebylo dovoleno zaregistrovat si sídlo tam, kde mají provozovnu. Popudem může být i touha mít prestižnější adresu, nemuset mít sídlo firmy na adrese svého bydliště či spadat pod vytíženější finanční úřad - rozdíly v periodicitách finančních kontrol v jednotlivých městech České republiky se s ohledem na vytíženost liší až dvacetinásobně.
Avšak je nutné dodat, že přemístěním sídla do Prahy má i své nevýhody, jak například:
- Finanční a celní správa má při kontrole působnost na celém území ČR. Firmy s virtuálním sídlem jsou tak od roku 2016 těmito orgány kontrolovány již častěji, než běžné firmy.
- Musíte se do místa svého sídla fyzicky dostavit, pokud chcete např. zaregistrovat firemní automobil
- V případě, že vás vyzve některá ze státních institucí k dostavení se ke kontrole, tak se budete muset dostavit i se všemi potřebnými dokumenty
- Ztrácíte nárok na získání dotací, jak ze státního rozpočtu, tak i z fondů Evropské unie, které jsou vypsány pro chudší kraje, než je Praha
- Daně, které případně odvedete státu, se částečně vracejí do místa vašeho podnikání, které v případě, že máte sídlo v Praze je tedy Praha, čímž dochází k bohatnutí hlavního města, i když ve skutečnosti by výtěžek z těchto daní pomohl regionu, kde skutečně podnikáte
- Některé banky mohou být při zakládání firemního účtu obezřetnější vůči firmám s virtuálním sídlem, protože považují takové společnosti za potenciálně rizikovější

Virtuální sídlo má různé přednosti, ale nemusí být nutně jen v hlavním městě.
Výhody mít sídlo společnosti v Praze:
- Menší pravděpodobnost namátkové kontroly ze strany státní správy
- Prestižní adresa může mít v jistých případech vliv na uzavření obchodu
- Úspora nákladů ve srovnání s klasickým pronájmem kanceláře